# Île Jokhov

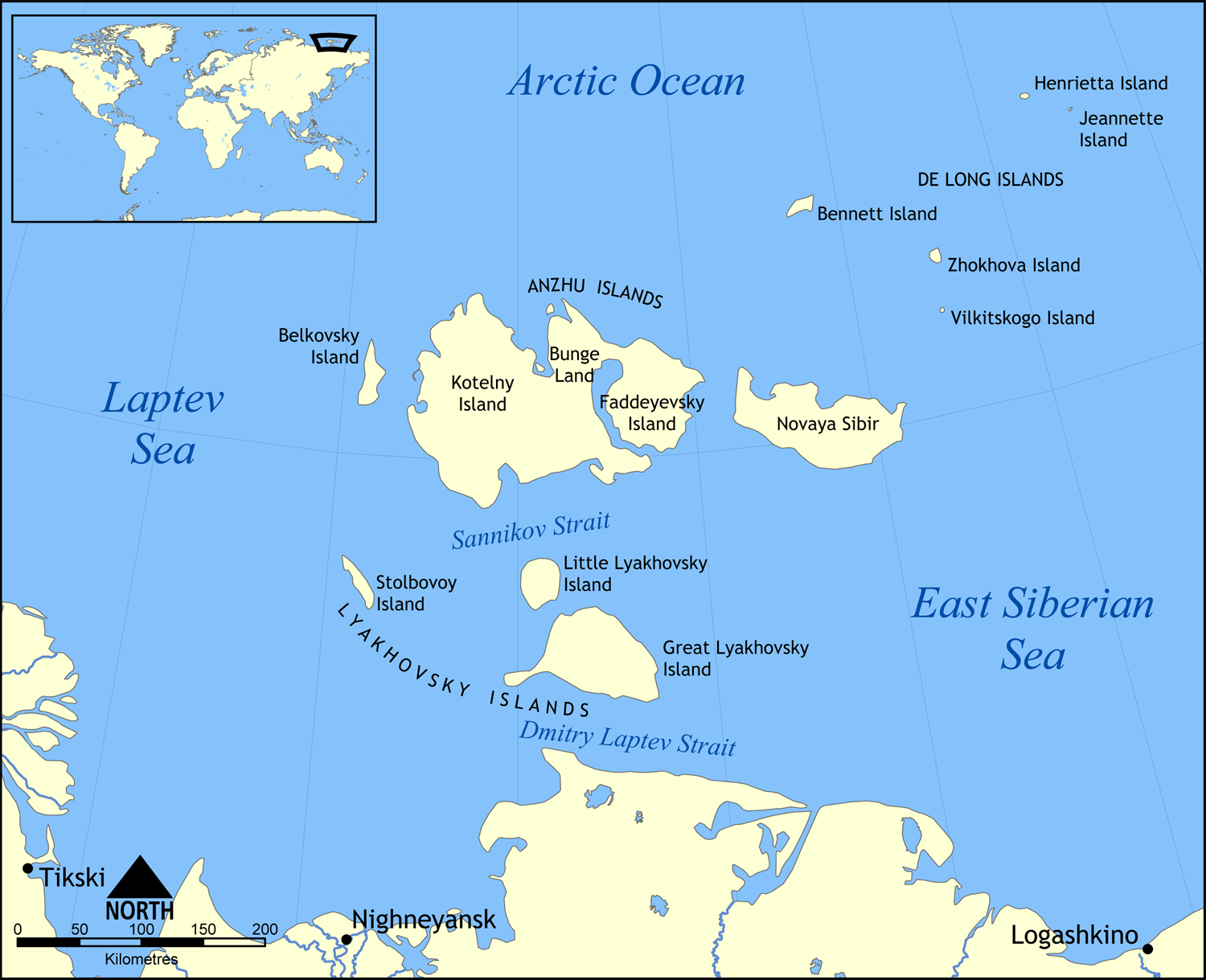

L’Île Jokhov     (russe Жохова) fait partie de l'archipel de Nouvelle-Sibérie et est située en mer de Sibérie orientale, au nord de l'Extrême-Orient russe. Elle se situe à 103 kilomètres à l'est-sud-est de l'île Bennett. Sur le plan administratif elle est rattachée à la République de Sakha (Yakoutie) en Russie.
L'île  fait partie du groupement des Îles De Long. Elle a une surface de 58 km2 et culmine à 123 mètres. Une station polaire y est installée depuis 1955.
L'île a été découverte par les Russes en 1914 durant l'expédition de l'hydrographe Boris Vilkitski sur les brise-glaces Vaigach et Taymir  par Novopachenny et nommé initialement Novopachennogo. Elle fut rebaptisée par la suite Jokhov du nom d'un des membres de l'expédition.

## Divers
L'île est mentionnée dans le film Docteur Folamour de Stanley Kubrick comme le lieu ou a été fabriqué la machine du "jugement dernier" (une arme de dernier recours qui doit détruire la vie sur la planète en cas de destruction de l'URSS).